# Cutting contest
El cutting contest fue un tipo de competición musical que tenía lugar entre pianistas de jazz del Harlem de principios de los años 1920. Los participantes interrumpían la interpretación de su oponente compitiendo por demostrar quien era el mejor pianista. En este aspecto, tienen mucho en común con las competiciones de freestyle rap que surgirán posteriormente.
Los contests, o competiciones, solían realizarse en fiestas que tenían lugar en viviendas de los vecinos de Harlem. El dinero que se obtenía en concepto de entrada se empleaba para pagar el alquiler de la casa. Por eso estas fiestas también se conocían como "rent parties" (literalmente "fiestas del alquiler").
Entre los músicos célebres que participaban en estos duelos se encuentran James P. Johnson y su principal rival Willie "The Lion" Smith. Sentían tanto respeto mutuo que sus competiciones solían terminar en tablas y casi nunca uno interrumpía la interpretación del otro.
Los cutting contests siguieron realizándose hasta entrados los años 1940, donde el pianista Art Tatum solía ganar, venciendo a notables intérpretes de Harlem como Fats Waller, Teddy Wilson, Count Basie, Earl Hines, Albert Ammons, Harry Gibson, Pete Johnson, Marlowe, Clarence Prophet y Claude Hopkins